# Leiobunum ventricosum
Leiobunum ventricosum is een hooiwagen uit de familie Sclerosomatidae.